# 仮面ライダー電王 プリティ電王とうじょう!
『仮面ライダー電王 プリティ電王とうじょう！』（かめんライダーでんおう プリティでんおうとうじょう）は、2020年8月14日より東映系「東映まんがまつり」の1作として公開された日本の映画作品。特撮ヒーロー番組「平成仮面ライダーシリーズ」『仮面ライダー電王』の映画化作品である。
同時上映は『映画 おしりたんてい テントウムシいせきの なぞ』、『映画 ふしぎ駄菓子屋 銭天堂 つりたい焼き』、『りさいくるずー まもれ!もくようびは資源ごみの日』。
キャッチコピーは「電王が10年ぶりにスクリーンに帰ってくる!」。

## 概要
前年29年ぶりに復活した東映まんがまつり、その第2弾内の1作として上映された本作品は、『電王』シリーズとしては、2010年公開の『仮面ライダー×仮面ライダー×仮面ライダー THE MOVIE 超・電王トリロジー』より約10年ぶりとなる電王単独タイトルで、復活後の東映まんがまつりとしては初の実写作品となる。
当初は2020年4月24日公開予定であったが、新型コロナウイルスの感染状況とこれに伴う政府および関係機関などの方針により公開延期となり、緊急事態宣言解除に伴い、同年8月14日に公開された。

## 主な登場人物
モモタロス / 仮面ライダー電王 ソードフォーム
ショッカーと戦っている最中にアンナと共に過去世界に飛ばされる。今回、砂場に埋まり動けなくなり、アンナの体を一時的に借りる。本作品で使用する必殺技は俺の必殺技・令和バージョン。

ウラタロス、キンタロス、リュウタロス
デンライナーに乗るイマジンたち。デンライナーを占拠したショッカーのイカデビルに捕まってしまう。

ナオミ
デンライナー客室乗務員。アンナを逃がしたり、チャップを撃退したり活躍する。

仮面ライダーBLACK RX
ラストシーンに登場。平成元年（1989年）の世界でクライシス帝国と戦闘していた。

イカデビル
ショッカー大幹部。秘密基地建設の敷金調達のためにアンナの持つお宝を狙い、デンライナーを乗っ取り当たりくじを強奪しようとする。

ショッカー戦闘員
イカデビルの部下。本作品では「イー！」以外の言葉もよくしゃべる。

チャップ
ショッカーと提携したクライシス帝国の戦闘員。最強の助っ人としてショッカーに協力する。

### 本作品オリジナルの登場人物
アンナ / 仮面ライダープリティ電王
10歳の小学4年生の少女。マイと喧嘩した直後に、突然ショッカーに襲われ、デンライナーに逃げ込むがモモタロスと共に31年前の1989年の世界に降ろされてしまう。
メロンと友達になり助けるためにプリティ電王となる。マイから大切なお宝が入ったお守り袋を渡されていたが、喧嘩がもとで川に投げ捨ててしまった。

メロン
31年前（1989年・平成元年）の過去の世界の、眼鏡をかけた10歳の少女。メロンの名前は好きなメロンパンに由来した愛称。
アンナと友達になり助けようとする。6千万円が当たるかもしれない宝くじを持っている。

マイ
アンナの母親。アンナと些細なことから喧嘩になってしまうが心配している。

## 仮面ライダープリティ電王
モモタロスに憑依されたアンナが変身した本作品オリジナルの仮面ライダー。
アンナのサイズに合わせてか、『俺、誕生!』に登場したミニ電王同様、子供体形になっており、ソードフォームの電仮面とオーラアーマーにはリボンやフリルが装備されている。
小柄だが高い戦闘力で、イカデビルなどの強力な怪人と戦う。
イカデビルからは「おしりのライダー」と勘違いされた。
ツール
デンオウベルト、ライダーパス
デンガッシャーソードモード

## キャスト
- アンナ - 高尾日歌[8]
- メロン - 佐々木告[8]
- ナオミ - 秋山莉奈[8]
- マイ - 乙葉[8]

### 声の出演
- モモタロス - 関俊彦[8]
- ウラタロス - 遊佐浩二[8]
- キンタロス - てらそままさき[8]
- リュウタロス - 鈴村健一[8]
- イカデビル - 関智一[8]
- ナレーション - 石丸謙二郎

### スーツアクター
- 仮面ライダープリティ電王[2] - 坂梨由芽[9]
- モモタロス[10][1]、仮面ライダー電王[11] - 高岩成二[9]
- ウラタロス[1] - 永徳[9]
- キンタロス[1]、仮面ライダーBLACK RX[11] - 岡元次郎[9]
- リュウタロス[12][1] - おぐらとしひろ[9]
- 富永研司[9]
- 中田裕士[9]
- 小森拓真
- 高田将司[9]
- 藤田慧[9]
- 岡田和也[9]
- 寺本翔悟[9]
- 鍜治洸太朗[9]
- 石上龍成[9]
- 市川雅章[9]
- 内田卓斗[9]
- 福田圭佑[9]
- 橋本征弥[9]
- 清水麟太郎[9]
- 村上歩夢[9]
- 齊藤謙也
- 森博嗣

## スタッフ
『電王』でメインライターを務めた小林靖子監修のもと、同テレビシリーズでも各話脚本を務めた米村正二が脚本を担当。監督は『仮面ライダーウィザード』や『仮面ライダーエグゼイド』でメイン監督を務めた中澤祥次郎が担当。中澤はこれまで『電王』シリーズに不参加であったが、プロデューサーの白倉によれば脚本監修の小林の指名であったとのこと。
- 原作 - 石ノ森章太郎[14][1]
- 脚本 - 米村正二[14][1]
- 監修 - 小林靖子[14][1]
- 音楽 - 佐橋俊彦
- スーパーバイザー - 小野寺章
- プロデューサー - 白倉伸一郎、武部直美、石川啓
- 撮影 - 上赤寿一
- 照明 - 奥村誠
- 録音 - 山口満大
- 美術 - 大嶋修一
- 編集 - 大畑英亮
- スプリクター - 渋谷康子
- 助監督 - 塩川純平
- 制作担当 - 東正信
- 絵コンテ - 田中浩二
- キャラクターデザイン - 早瀬マサト（石森プロ）、プレックス
- 制作プロダクション - 東映テレビ・プロダクション
- 配給 - 東映
- 製作 - 東映まんがまつり製作委員会（東映アニメーション、東映、東映ビデオ、木下グループ）
- アクション監督 - 宮崎剛（ジャパンアクションエンタープライズ）[9][1]
- 特撮監督 - 佛田洋[1]
- 監督 - 中澤祥次郎[14][1]

## 主題歌
「Climax Jump DEN-LINER form」
作詞 - 藤林聖子 / 作曲 - 鳴瀬シュウヘイ / 編曲 - LOVE+HATE / 歌 - モモタロス（関俊彦）、ウラタロス（遊佐浩二）、キンタロス（てらそままさき）、リュウタロス（鈴村健一）

## 動画配信
- YouTubeの東映映画チャンネルでは、2020年8月7日から14日まで着ぐるみのおしりたんていと電王とのコラボ、カウントダウン動画が配信された[15]。

## 備考
- 作中でクイズという形でパネルでのみ『仮面ライダーゼロワン』に登場するマギア（ベローサマギア、ネオヒマギア）が紹介されている[16]。
- 同時上映の『りさいくるずー まもれ!もくようびは資源ごみの日』にも仮面ライダー電王 ソードフォームがゲスト出演しており、仮面ライダーダン王というキャラクターも登場している[17]。
- 高岩によれば、捕まって縛られているモモタロスのシーンを撮影した当日には、かつて『仮面ライダーW』のフィリップ役だった菅田将暉が撮影所を偶然覗きに来たという[18]。